# Michigan

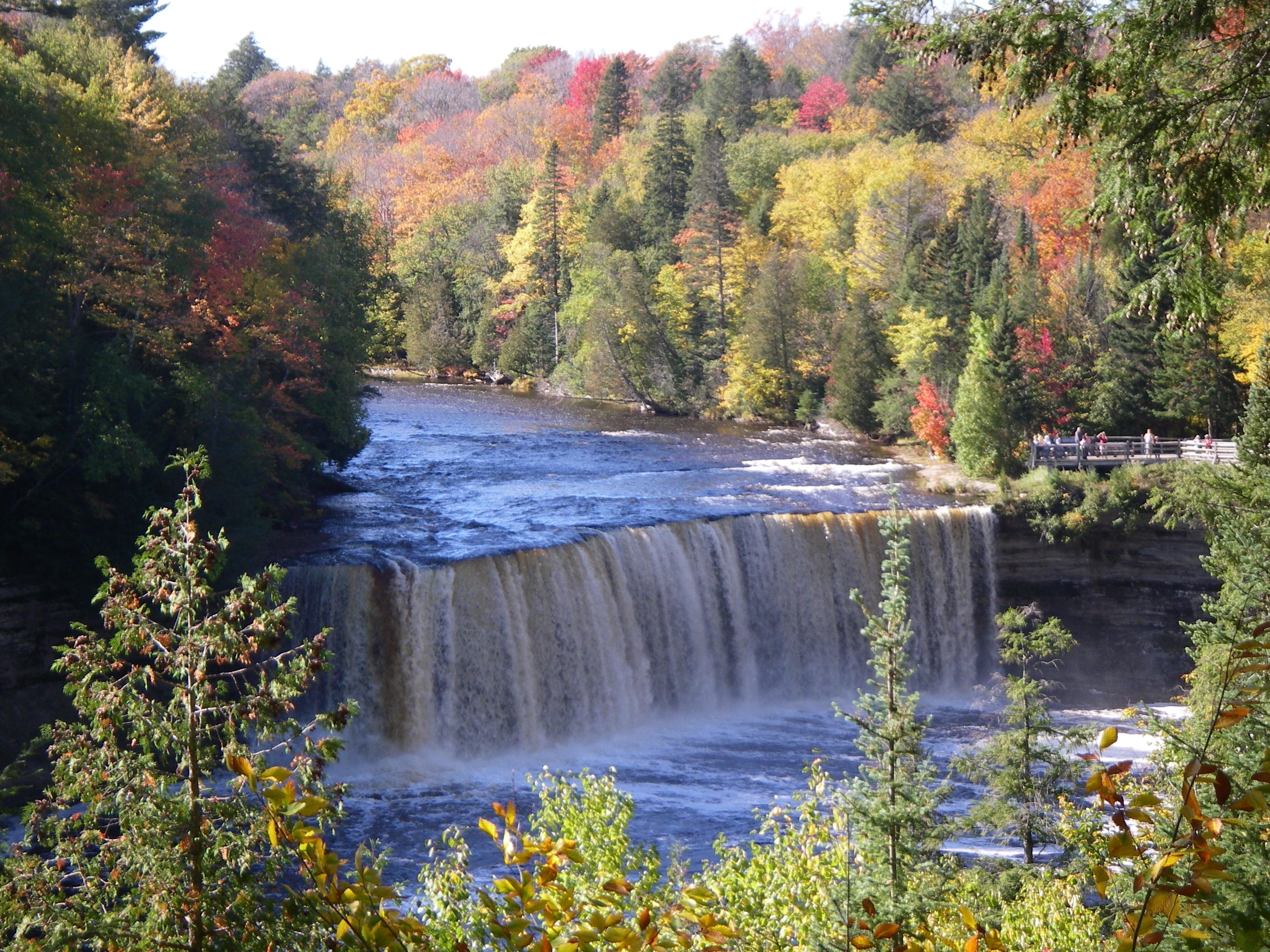
Wodospad Tahquamenon w regionie Upper Peninsula

Michigan (wymowa:/ˈmɪʃɪɡən/ⓘ) – stan w północnej części Stanów Zjednoczonych, w regionie Midwest, w Krainie Wielkich Jezior, przy granicy kanadyjskiej. Graniczy z czterema, z pięciu Wielkich Jezior. 
Michigan leży na dwóch półwyspach – Lower Peninsula na południowym wschodzie i Upper Peninsula na północnym zachodzie, rozdzielonych cieśniną Mackinac. Lower Peninsula ma większą powierzchnię i gęstość zaludnienia, otoczony przez jeziora Michigan na zachodzie i Huron na wschodzie. Upper Peninsula, położony pomiędzy Jeziorem Górnym na północy a Michigan na południu, jest ważny ze względu na turystykę i zasoby naturalne. Most Mackinac o długości 8 km łączy oba półwyspy i jest piątym pod względem długości mostem wiszącym na świecie.
Stan liczy ponad 10 milionów mieszkańców, w tym 43% zamieszkuje obszar metropolitalny Detroit (4,3 mln mieszkańców). Stolicą stanu jest Lansing (112,1 tys.). Od przełomu wieków populacja Michigan pozostaje w stagnacji, a stan dotykają coraz większe problemy starzenia się populacji.
University of Michigan był pierwszym publicznym uniwersytetem na Terytoriach Północno-Zachodnich, kiedy został otwarty w 1817 roku. Przez dziesięciolecia Michigan było znane z wysoko płatnych, związkowych miejsc pracy w przemyśle, z których duży procent przypadał na przemysł samochodowy. W XXI wieku przemysł wytwórczy podupadł. 
Nazwa stanu pochodzi od nazwy jeziora Michigan, poprzez język francuski wywodzącej się od słowa misshikama („wielkie jezioro”) z języka odżibwe.

## Historia
Terytorium zostało początkowo skolonizowane przez Francuzów. Wcześniej przez tysiące lat, obszar stanu zamieszkiwały plemiona indiańskie. W czasie kolonizacji największym plemieniem byli Huroni. Pierwotni mieszkańcy tego regionu byli ludźmi mobilnymi. Do transportu wykorzystywali rzeki i jeziora. Francuski odkrywca Samuel de Champlain jako pierwszy odkrył dzisiejsze Michigan, gdy w 1603 roku przepłynął rzekę Świętego Wawrzyńca. Odkrywca i ksiądz Jacques Marquette założył pierwszą stałą europejską osadę w Sault Ste. Marie w 1668 roku.
Miasto Detroit zostało założone w 1701 roku przez Antoine'a de Lamothe-Cadillaca, w tym czasie było placówką wojskową i ośrodkiem handlu futrami.
Konflikty o kontrolę nad handlem futrami w Ameryce Północnej doprowadziły do wojny siedmioletniej między Francją a Wielką Brytanią. Po przegranej wojnie w 1763 r. Francuzi oddali swoje kolonie na wschód od rzeki Missisipi, w tym Michigan, Brytyjczykom. Michigan pozostało pod kontrolą Brytyjczyków aż do zwycięstwa amerykańskich kolonistów. 3 września 1783 roku Michigan zostało przyznane Stanom Zjednoczonym na mocy traktatu paryskiego jako część Terytorium Północno-Zachodniego. 
W latach 30. XIX wieku rozpoczął się boom populacji. Pierwszy spis w 1834 roku wykazał populację ok. 60 tysięcy osób, rozproszonych w czternastu zorganizowanych hrabstwach. Do połowy XIX wieku populacja osiągnęła prawie 400 tys. mieszkańców. W 1860 roku Michigan było demokratyczną społecznością rolników, rzemieślników i drwali, którzy wywodzili się głównie z Nowej Anglii, Nowego Jorku, Pensylwanii i Ohio. 
Północna część tego stanu, zwana jest Copper Country (dosłownie „krainą miedzi”), to obszar w regionie Upper Peninsula, gdzie w latach 1845-1970 powszechne było wydobycie miedzi, a jedna z kopalń działała do 1995 r. W latach 1847-1887 Michigan było największym producentem miedzi w kraju. W tamtym czasie był to najbardziej zróżnicowany etnicznie region stanu. Praca w kopalniach przyciągała niewykwalifikowanych Chorwatów, Finów, Węgrów, Włochów, Polaków, Słoweńców i innych imigrantów. Wykwalifikowane stanowiska zajmowali głównie Kornwalijczycy, Irlandczycy i Niemcy. Wysoki odsetek drwali w firmach górniczych stanowili francuscy Kanadyjczycy. 
Przemysł motoryzacyjny w Michigan rozpoczął się wraz z założeniem Oldsmobile w Lansing, w 1897 roku. W 1903 roku Henry Ford założył Ford Motor Company w Detroit.

## Geografia
W stanie obowiązują dwie strefy czasowe: w większości hrabstw UTC-05:00, a w 4 hrabstwach Upper Peninsula – UTC-06:00.

### Granice stanu
Stan Michigan składa się z dwóch półwyspów położonych między 82°30′ a 90°30′W – „górnego” (Upper Peninsula) i „dolnego” (Lower Peninsula), oddzielonych cieśniną Mackinac. Na południu graniczy ze stanami Ohio i Indiana – część granic z tymi stanami to granice wodne. Zachodnia granica stanu to prawie całkowicie granice wodna na jeziorze Michigan ze stanami Illinois i Wisconsin. Dalej na północ przebiega granica lądowa części stanu Michigan położonej na półwyspie Upper Peninsula, wyznaczona częściowo przez rzeki Menominee i Montreal ze stanem Wisconsin. Dalej następuje granica wodna na Jeziorze Górnym, kolejno ze stanem Wisconsin, stanem Minnesota i kanadyjską prowincją Ontario. Od wyspy Isle Royale granica wodna między Michigan a Ontario przebiega prostoliniowo przez Jezioro Górne, a od Sault Ste. Marie skręca na południe, przebiegając przez jezioro Huron. W okolicach Detroit przebiega lądowa granica Michigan i Ontario, a następnie granica wodna Michigan i Ontario na jeziorze Erie.

### Powierzchnia
Powierzchnia lądowa stanu wynosi 150 504 km², powierzchnia wodna tworzona przez położoną na terenie stanu część Wielkich Jezior 99,909 km², pozostała powierzchnia wodna 3380 km². Jedynym stanem amerykańskim o większej powierzchni wodnej jest Alaska. Z powierzchnią całkowitą wynoszącą 253 793 km², Michigan jest największym stanem amerykańskim na wschód od Missisipi (uwzględniając powierzchnię wodną) i 10. ze wszystkich stanów pod względem całkowitej powierzchni.

### Ukształtowanie fizyczne
Półwysep Upper Peninsula jest silnie zalesiony, a na zachodzie dość górzysty. Góry Porcupine, najstarsze góry Ameryki Północnej, osiągają wysokość niemal 670 m (2000 stóp) n.p.m. i formują dział wodny między ciekami uchodzącymi do Jeziora Górnego a ciekami uchodzącymi do jeziora Michigan. Znajduje się tu najwyższy punkt stanu, Mount Arvon, o wysokości 602 m. W 2010 roku na półwyspie mieszkało 311 361 mieszkańców.
Lower Peninsula rozciąga się z północy na południe przez 446 km i ze wschodu na zachód przez 314 km, a zajmuje prawie 2/3 powierzchni lądowej stanu.
Orientacja geograficzna półwyspów stanu Michigan sprawia, że odległość między jego najbardziej oddalonymi punktami jest duża: Ironwood na zachodzie Upper Peninsula leży 1015 km od Lambertville na południowo-wschodnim krańcu Lower Peninsula. Geograficzna izolacja Upper Peninsula od demograficznych i politycznych ośrodków stanu czyni go odrębnym gospodarczo i kulturowo – na górnym półwyspie istnieją nawet aspiracje utworzenia nowego stanu o nazwie „Superior”.

### Wody
W granicach stanu leży część czterech spośród Wielkich Jezior Amerykańskich – Michigan, Górnego, Huron i Erie, a także należące do tego samego systemu jezioro St. Clair. Michigan posiada najdłuższą śródlądową linię brzegową spośród wszystkich stanów amerykańskich i najdłuższą po Alasce całkowitą linię brzegową (włączając wyspy). Najbardziej oddalony od Wielkich Jezior punkt na terenie stanu jest od nich oddalony o 137 km, najbardziej oddalony od naturalnych źródeł wody punkt stanu jest od nich oddalony o 10 km. Na obu półwyspach stanu znajduje się wiele jezior i mokradeł, a wybrzeże jest bardzo rozczłonkowane – główne zatoki półwyspu Upper Peninsula to Keweenaw, Whitefish, Big Bay De Noc i Little Bay De Noc, a Lower Peninsula – Grand Traverse, Little Traverse, Thunder i Saginaw.
Największą rzeką stanu jest Grand River o długości 406 km, jednak rzeki zlokalizowane na terenie stanu są na ogół małe, krótkie i nie niosą dużo wody. Niewiele spośród nich to rzeki żeglowne.

### Ochrona przyrody
Na terenie stanu znajduje się park narodowy Isle Royale. Inne chronione strefy przyrody na terenie stanu to: Keweenaw National Historical Park, Pictured Rocks National Lakeshore, Sleeping Bear Dunes National Lakeshore i Father Marquette National Memorial. Przez Michigan przechodzi także The North Country National Scenic Trail.

### Podział administracyjny
Stan podzielony jest na 83 hrabstwa. Podział w niewielkim stopniu uwzględnia ukształtowanie powierzchni.

### Miejscowości
Na terenie stanu Michigan znajdują się 533 miasta (city) i wsie (village), w tym 7 o liczbie ludności przekraczającej 100 000, 91 powyżej 10 000 mieszkańców, a 352 powyżej 1000 mieszkańców (2022 r.).
Detroit jest największym miastem w stanie Michigan, z szacowaną liczbą ludności 633 tys. (2023). Jest to największe miasto na granicy amerykańsko–kanadyjskiej, oraz połączone jest z Kanadą autostradą, tunelem kolejowym, a także jednym z najbardziej ruchliwych mostów – Ambassador Bridge. Obszar metropolitalny Detroit z populacją 4,3 mln mieszkańców, jest 14. co do wielkości aglomeracją USA i drugą (po Chicago) co do wielkości gospodarką w regionie Środkowego Zachodu.

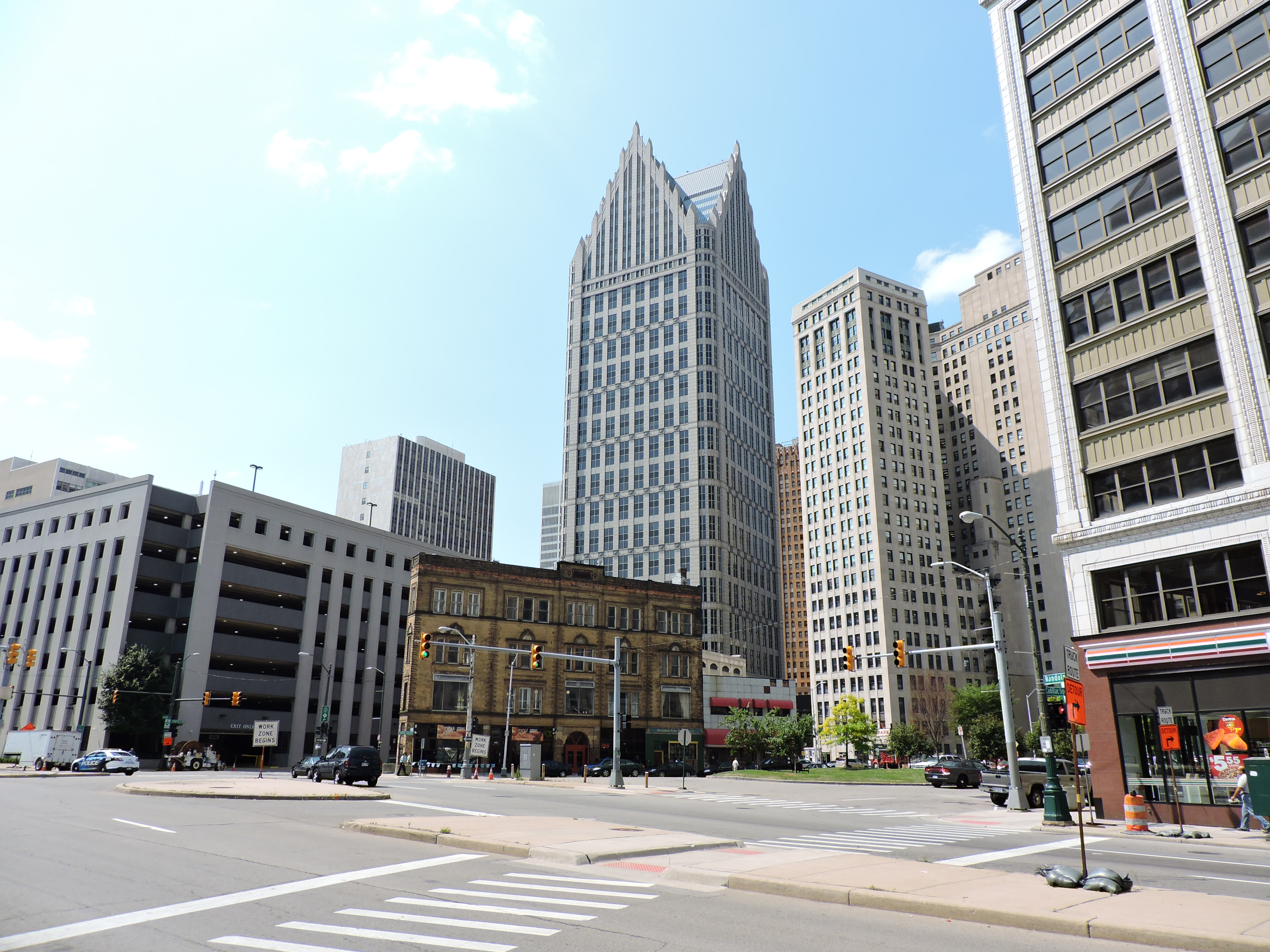
Centrum Detroit, 2014

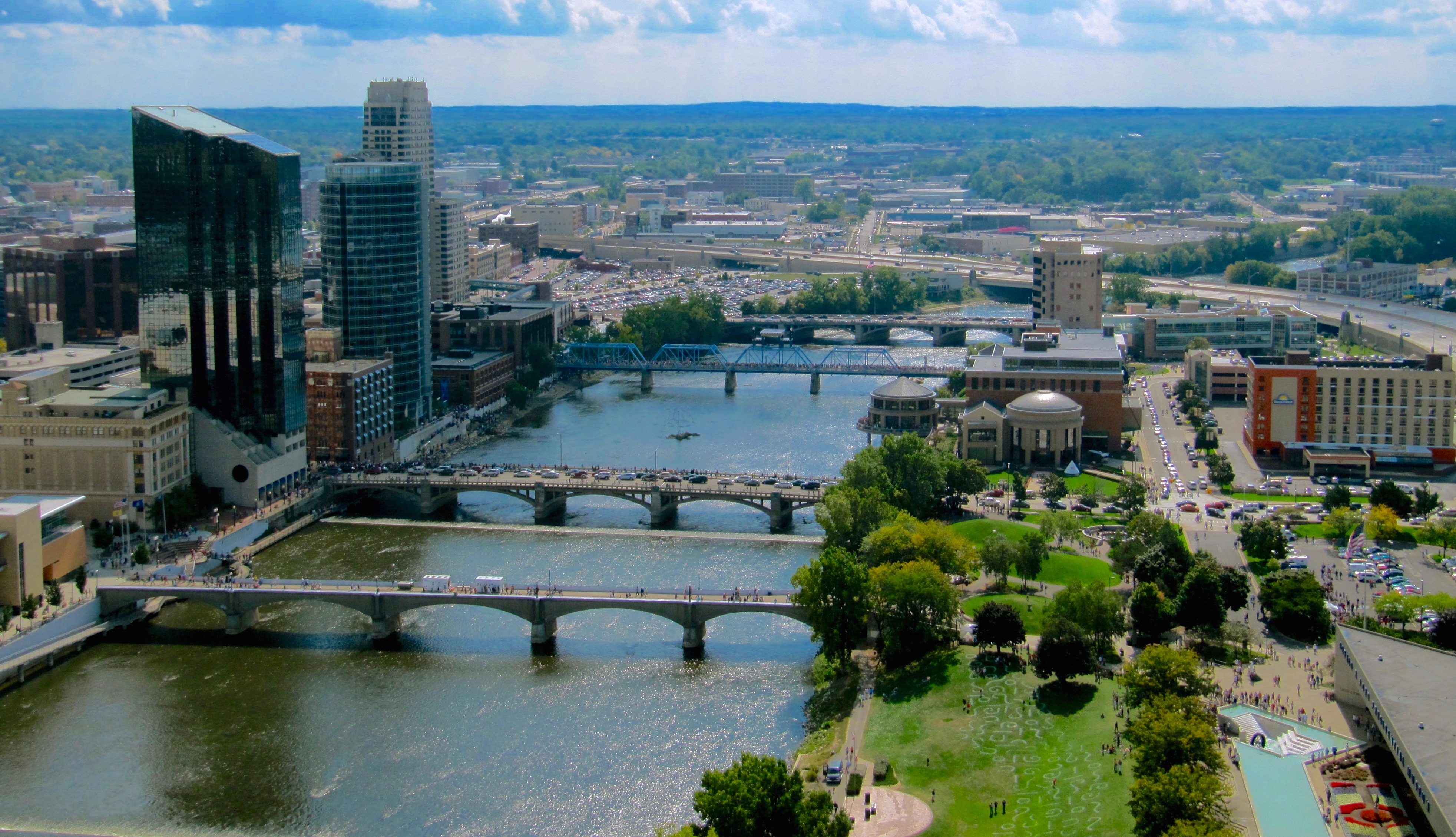
Grand Rapids, 2009

Lista miast zamieszkanych przez 10 000 lub więcej osób (2022 r.):

- Detroit (620 376)
- Grand Rapids (196 908)
- Warren (137 107)
- Sterling Heights (132 567)
- Ann Arbor (119 875)
- Lansing (112 537)
- Dearborn (107 710)
- Livonia (93 779)
- Troy (87 201)
- Westland (84 037)
- Farmington Hills (82 737)
- Flint (79 854)
- Wyoming (76 726)
- Rochester Hills (75 936)
- Southfield (75 431)
- Kalamazoo (72 873)
- Novi (66 372)
- Taylor (62 258)
- Dearborn Heights (61 980)
- Pontiac (61 854)
- St. Clair Shores (57 742)
- Royal Oak (57 495)
- Kentwood (54 077)
- Battle Creek (52 123)
- Portage (48 978)
- East Lansing (47 340)
- Roseville (46 812)
- Saginaw (43 477)
- Midland (42 512)
- Lincoln Park (39 371)
- Muskegon (38 220)
- Holland (34 006)
- Eastpointe (33 806)
- Bay City (32 268)
- Jackson (31 031)
- Southgate (29 699)
- Burton (29 449)
- Oak Park (29 108)
- Port Huron (28 626)
- Madison Heights (28 281)
- Allen Park (28 040)
- Hamtramck (27 834)
- Garden City (26 815)
- Inkster (25 527)
- Auburn Hills (25 485)
- Walker (25 086)
- Romulus (25 082)
- Norton Shores (25 003)
- Wyandotte (24 503)
- Birmingham (21 715)
- Mount Pleasant (21 094)
- Marquette (20 786)
- Adrian (20 442)
- Monroe (20 295)
- Ypsilanti (19 732)
- Ferndale (18 969)
- Trenton (18 202)
- Wayne (17 354)
- Wixom (17 152)
- Grosse Pointe Woods (16 137)
- Grandville (15 866)
- Traverse City (15 702)
- Mount Clemens (15 409)
- Harper Woods (15 167)
- Berkley (14 961)
- Hazel Park (14 838)
- Owosso (14 629)
- Fraser (14 488)
- Sault Ste. Marie (13 333)
- Coldwater (13 296)
- Ionia (12 935)
- Rochester (12 832)
- Woodhaven (12 763)
- Melvindale (12 632)
- Escanaba (12 347)
- Riverview (12 236)
- New Baltimore (12 005)
- Fenton (11 906)
- South Lyon (11 827)
- Niles (11 761)
- Farmington (11 406)
- East Grand Rapids (11 402)
- Grosse Pointe Park (11 358)
- Clawson (11 204)
- Sturgis (11 010)
- Grand Haven (10 982)
- Cadillac (10 499)
- Beverly Hills (10 435)
- Flat Rock (10 424)
- Alpena (10 142)
- Howell (10 081)

## Demografia

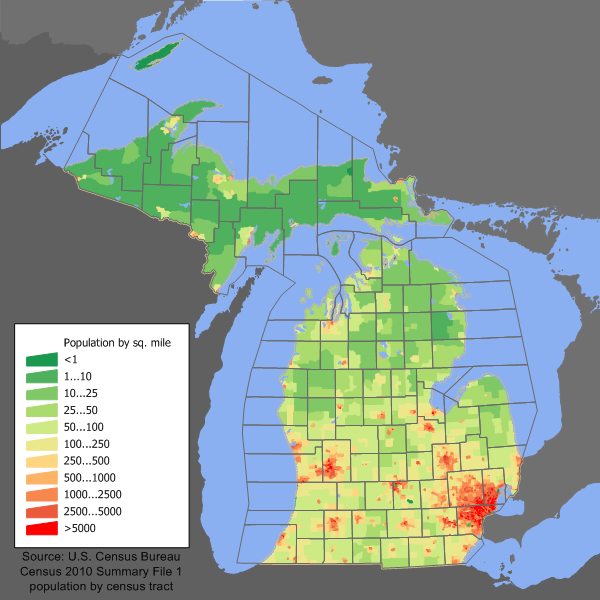
Mapa gęstości zaludnienia w Michigan

Spis ludności z roku 2020 stwierdza, że stan Michigan liczy 10 077 331 mieszkańców, co oznacza wzrost o 193 691 (2,0%) w porównaniu z poprzednim spisem z roku 2010. Dzieci poniżej piątego roku życia stanowią 5,7% populacji, 21,5% mieszkańców nie ukończyło jeszcze osiemnastego roku życia, a 17,7% to osoby mające 65 i więcej lat. 50,7% ludności stanu stanowią kobiety.
W latach 2020–2023 populacja skurczyła się o 40 tys. do 10 037 261 mieszkańców. Więcej osób opuszcza stan niż do niego przyjeżdża, innym problemem jest spadająca dzietność, z jednoczesnym starzeniem się populacji. 6,9% mieszkańców urodziło się poza granicami Stanów Zjednoczonych, co plasuje stan na 29. miejscu w USA (średnia krajowa wynosi – 13,7%). Ze średnią wieku 40,1 lat, Michigan jest 13. najstarszym stanem w kraju.

### Język
W 2010 roku najpowszechniej używanymi językami są:
- język angielski – 91,11%,
- język hiszpański – 2,93%,
- język arabski – 1,04%.

### Grupy etniczne i pochodzenie
Według danych z 2022 roku, 75,7% mieszkańców stanowiła ludność biała (73,5% nie licząc Latynosów), 13,6% to ludność czarna lub Afroamerykanie, 5,4% miało pochodzenie mieszane, 3,3% to Azjaci, 0,5% to rdzenna ludność Ameryki i 0,03% to mieszkańcy wysp Pacyfiku. Latynosi stanowią 5,5% ludności stanu.
Największe grupy stanowią osoby pochodzenia niemieckiego (18%), afroamerykańskiego, irlandzkiego (9,9%), angielskiego (9,7%), polskiego (7,6%), francuskiego lub francusko–kanadyjskiego (4,6%), amerykańskiego (4,5%), włoskiego (4,4%) i holenderskiego (4%). Obecne są także duże grupy osób pochodzenia meksykańskiego (383,3 tys.), szkockiego lub szkocko–irlandzkiego (268,6 tys.), europejskiego (219,5 tys.), arabskiego (211,2 tys.), szwedzkiego (123,2 tys.) i hinduskiego (118,7 tys.).
Michigan należy do stanów z najwyższym odsetkiem osób pochodzenia holenderskiego (na czele z Dakotą Południową – w obu stanach 4%). Posiada drugi (po Wisconsin) co do wielkości odsetek osób pochodzenia polskiego (7,6%). Odsetek osób pochodzenia arabskiego (2,1%) jest najwyższy w USA, jednak liczebnie większą populację ma Kalifornia.
Całkowita liczba mieszkańców Bliskiego Wschodu w Michigan przekroczyła 300 tys., według danych spisowych z 2020 roku. Ponad połowa (54,5%) ze 110 tys. mieszkańców miasta Dearborn ma pochodzenie bliskowschodnie lub północnoafrykańskie. Hrabstwo Wayne ma najwyższy odsetek mieszkańców pochodzenia libańskiego wśród wszystkich hrabstw USA. Największą grupą bliskowschodnią w Michigan są Irakijczycy.

### Religia
Dane z 2014 r.:
- protestanci – 51%:
  - ewangelikalni – 25%
  - głównego nurtu – 18%
  - tradycji afroamerykańskiej – 8%

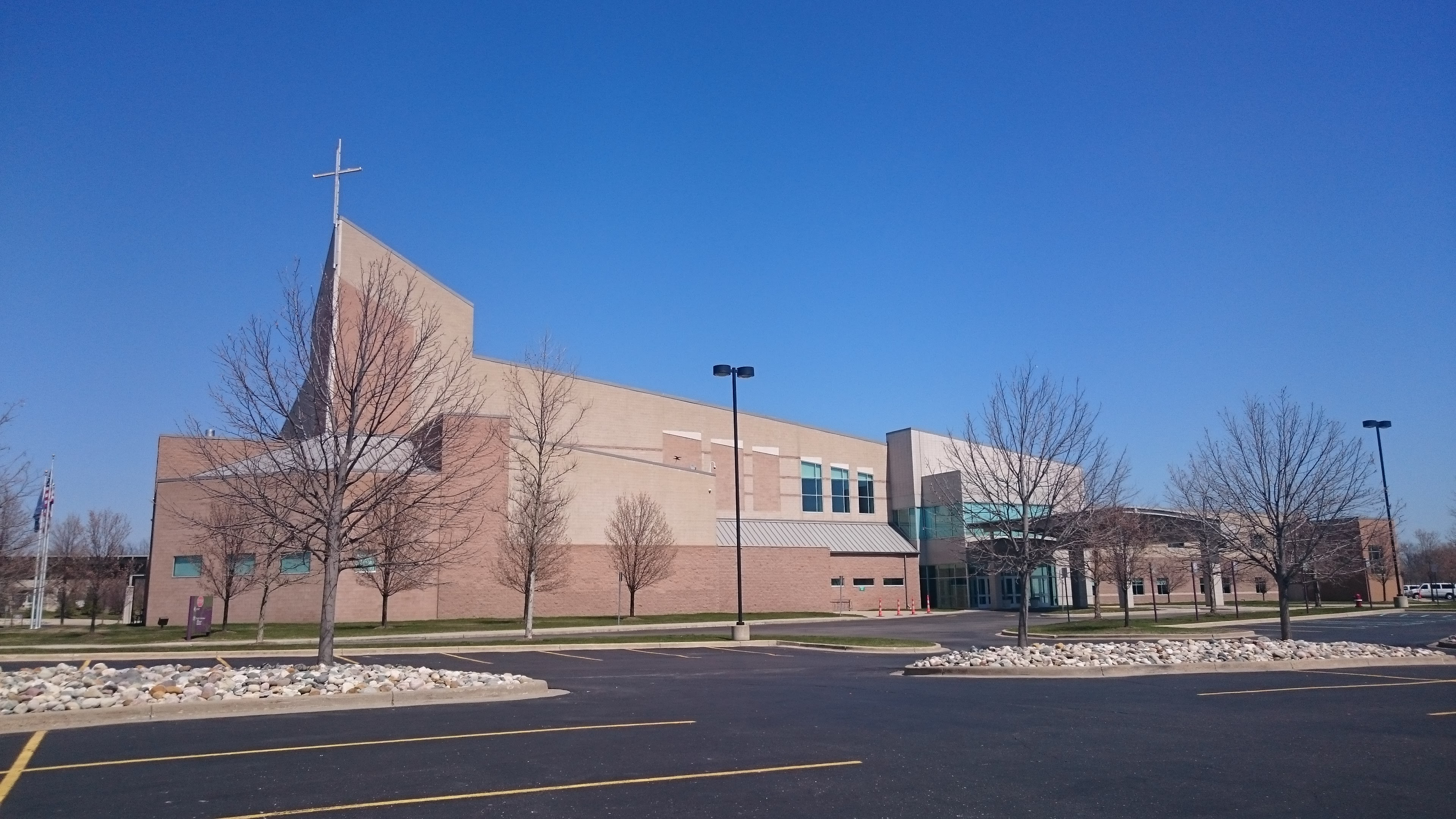
Bezdenominacyjny megakościół Woodside Bible Church w Troy

- brak religii – 24% (w tym: 3% agnostycy i 3% ateiści),
- katolicy – 18%,
- pozostałe religie – 7% (gł. muzułmanie, świadkowie Jehowy, mormoni, żydzi, prawosławni i hinduiści[26]).

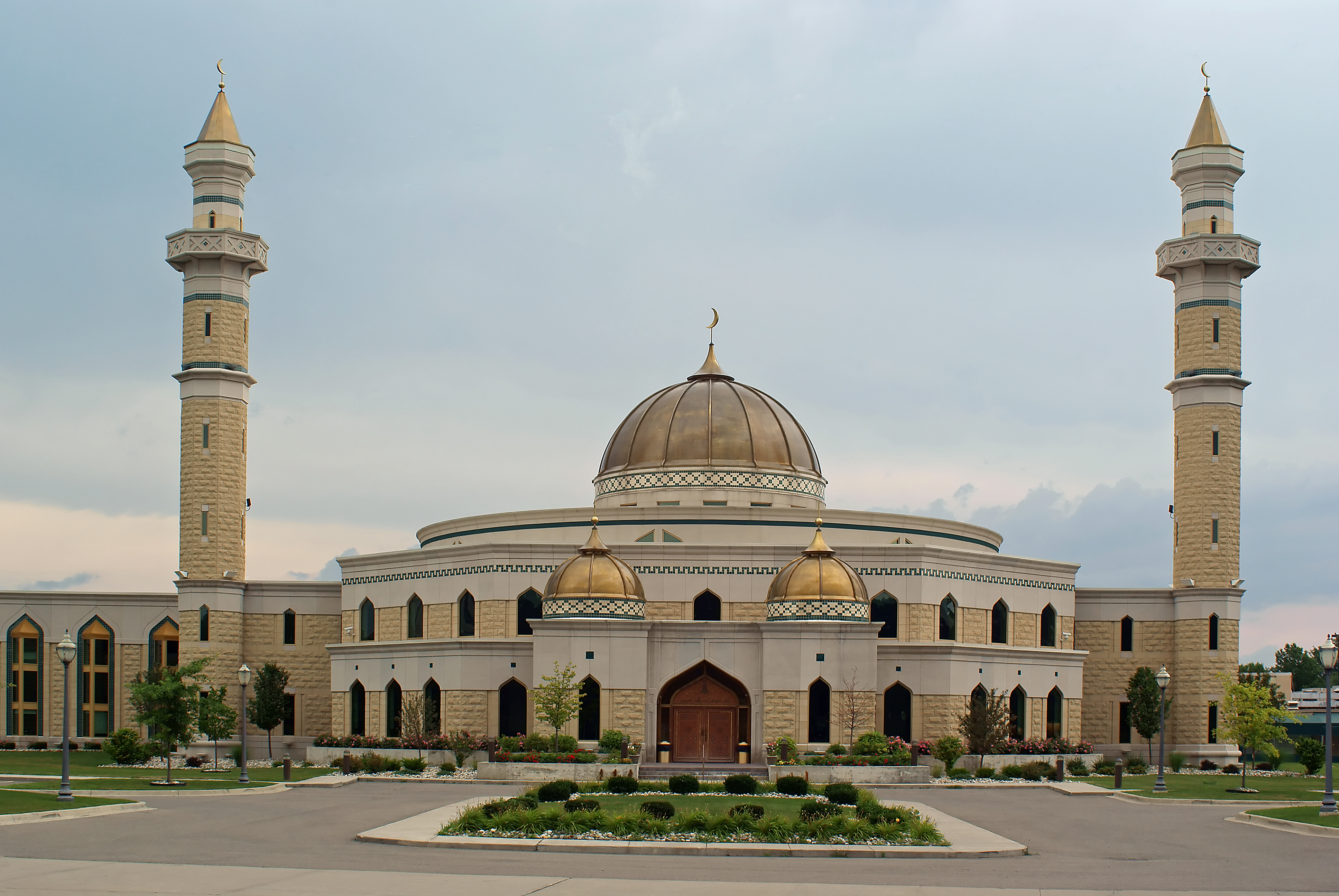
Islamskie Centrum Ameryki w Dearborn jest największym meczetem w Ameryce Północnej.

Około 70% populacji identyfikuje się z chrześcijaństwem, w tym Kościół katolicki pozostaje największą pojedynczą organizacją. Zdecydowana większość pozostałych chrześcijan to protestanci zrzeszeni w różnych nurtach i denominacjach. Do największych wyznań (z ponad 100 tys. członków) należą: baptyści, bezdenominacyjne zbory ewangelikalne, luteranie, kalwini, metodyści, zielonoświątkowcy i uświęceniowcy.
Według Chalean Chamber of Commerce, w stanie Michigan mieszka 160 tys. irackich chrześcijan. Jest to jedna z największych społeczności chaldejsko-asyryjskich na świecie. 
W 2020 roku stan posiada szóstą co do wielkości populację muzułmańską w Stanach Zjednoczonych (241,8 tys. wyznawców), która szybko rośnie. Największa koncentracja wyznawców islamu występuje w hrabstwie Wayne, w Detroit, gdzie ponad 8% jest muzułmanami.

## Gospodarka
Produkt krajowy brutto Michigan w 2015 roku osiągnął wartość 419,045 mld USD, co uplasowało stan na 13. miejscu w Stanach Zjednoczonych. Roczny wzrost PKB w 2016 roku wyniósł 1,8% i był nieznacznie powyżej przeciętnej w Stanach Zjednoczonych (średnia dla wszystkich stanów w 2016 roku wyniosła 1,5%). W przeliczeniu na jednego mieszkańca w 2016 roku wyniósł on 44 372 USD, co uplasowało stan na 36. miejscu spośród amerykańskich stanów (średnia krajowa w 2016 wyniosła 50 577 USD).
Michigan jest największym w Stanach Zjednoczonych regionem produkcji samochodów. Na terenie stanu swoje siedziby mają Ford Motor Company (Dearborn), General Motors Corporation (Detroit) i Chrysler LLC Corporation (Auburn Hills).